# Cls (commande)
Pour les articles homonymes, voir cls.
En informatique, la commande cls (pour clear screen en anglais) est utilisée pour effacer l'affichage. Elle est disponible avec l'interface en ligne de commande de nombreux systèmes d'exploitation mais aussi en tant qu'instruction avec certains langages de programmation comme le BASIC.

## Fonctionnement

### Langage BASIC
Pour le langage de programmation BASIC, l'instruction CLS (noté en majuscule avec les premières versions du langage) est traduite par l'interpréteur en routine compréhensible par la machine.

### MS-DOS
cls est une commande interne au programme command.com. Ce programme est l’interpréteur des commandes internes et externes du système MS-DOS.
L’interpréteur efface l'écran de la console de commande après avoir validé avec la touche entrée la saisie de la commande cls dans cette même console. L’exécution de la commande cls peut aussi être planifiée à l'aide d'un script batch.

### Windows NT
À partir de Windows NT, cls est une commande interne à l'interpréteur cmd.exe. Son fonctionnement est identique à la commande de l’interpréteur MS-DOS.

### Windows PowerShell
Pour l’interpréteur de commande Windows PowerShell, cls est un alias de la commandelette Clear-Host.